# Vire (dopływ La Manche)
Vire – rzeka w północno-zachodniej Francji przepływająca przez departamenty Calvados i Manche. Ma długość 128,4 km. Uchodzi do zatoki Baie des Veys w kanale La Manche.

## Geografia
Rzeka ma źródła na terenie gminy Chaulieu, w pobliżu trójstyku trzech departamentów: Manche, Calvados oraz Orne. Generalnie płynie w kierunku północnym i północno-zachodnim. W gminie Campeaux przyjmuje dopływ Souleuvre i zmienia bieg na zachodni aż do Pont-Farcy. Od tej ostatniej miejscowości płynie w kierunku północnym. Pomiędzy Campeaux a Saint-Lô rzeka tworzy meandry. W dolnym biegu rzeki jej dolina się poszerza, przepława przez bagna Marais d'Isigny i uchodzi do zatoki Baie des Veys w kanale La Manche.
Vire płynie na terenie dwóch departamentów, w tym 49 gmin:
- Calvados: Vire, Pont-Farcy, Isigny-sur-Mer, Neuilly-la-Forêt, Coulonces, Roullours, La Graverie, Étouvy, Sainte-Marie-Laumont, Saint-Martin-Don, Sainte-Marie-Outre-l’Eau, Pont-Bellanger, Bures-les-Monts, Malloué, Campeaux, Carville, Truttemer-le-Petit, Saint-Germain-de-Tallevende-la-Lande-Vaumont, Maisoncelles-la-Jourdan, Truttemer-le-Grand, Osmanville, Géfosse-Fontenay (ujście)
- Manche: Chaulieu (źródło), Tessy-sur-Vire, Troisgots, Condé-sur-Vire, Sainte-Suzanne-sur-Vire, Saint-Lô, Rampan, Pont-Hébert, La Meauffe, Cavigny, Hébécrevon, Agneaux, Saint-Georges-Montcocq, Saint-Ébremond-de-Bonfossé, Gourfaleur, Saint-Romphaire, La Mancellière-sur-Vire, Le Mesnil-Raoult, Saint-Gilles, Baudre, Saint-Fromond, Airel, Montmartin-en-Graignes, Fourneaux, Domjean, Fervaches, Les Veys (ujście)

## Hydrologia
Uśredniony roczny przepływ rzeki Vire wynosi 12,8 m³/s. Pomiary zostały przeprowadzone na przestrzeni ostatnich 46 lat w miejscowości Saint-Lô. Największy przepływ notowany jest w grudniu (26,3 m³/s), a najmniejszy w sierpniu – 2,64 m³/s.

## Dopływy
Vire ma 29 dopływów. Są to:
| - Ruisseau de Maisoncelles - Ruisseau des Houlles - Virène - Allière - Brévogne - Ruisseau du Besat - Ruisseau des Haises - Souleuvre - Ruisseau du Moulin - Ruisseau de la Fontaine Saint-Martin | - Drôme - Gouvette - Tison - Ruisseau de Beaucoudray - Ruisseau de Heudein - Rivière de la Jacre - Marqueran - Ruisseau de Precurbin - Fumichon - Hain | - Coquillot - Joigne - Ruisseau Saint-Martin - Jouenne - Ruisseau de Margalet - Ruisseau de la Regence - Elle - Ruisseau des Vignes - Aure |